# Izmałkowa
Izmałkowa (ros. Измалкова) – wieś (ros. деревня, trb. dieriewnia) w zachodniej Rosji, w sielsowiecie ożogińskim rejonu wołowskiego w obwodzie lipieckim.

## Geografia
Miejscowość położona nad rzeką Ołym, 4,5 km od centrum administracyjnego sielsowietu ożogińskiego (Iwanowka), 15 km od centrum administracyjnego rejonu (Wołowo), 123 km od stolicy obwodu (Lipieck).
W granicach miejscowości znajduje się ulica Dorożnaja (5 posesji).

## Demografia
W 2012 r. miejscowość zamieszkiwało 9 osób.